# Laktulos
Laktulos är en isomer av laktos. Det är en trögflytande, ljus sirap som smakar sött och har en något kylande arom.
Substansen används som läkemedel vid svåra leversjukdomar och vid förstoppning.